# 다카라즈카 가극단 4기생
다카라즈카 가극단 4기생은 1916년에 다카라즈카 가극단에 입단한 사람들을 가리킨다.
초무대의 공연연목은 아키타 츠유코는 1917년 하계공연의 『오오에야마』로, 아마노 카쿠코는 1918년 춘계공연의『잇슨보오시』이며, 그 외의 사람들은 불명이다.
당시에는 다카라즈카 소녀 가극단이었다.

## 개요
초대 아리마 이네코가 입단한 기수이다.

## 일란
| 예명          | 생일     | 출신지            | 출신 학교                         | 예명의 유래 | 애칭                  | 역할 | 퇴단년도 | 비고                              |
| ------------- | -------- | ----------------- | --------------------------------- | ----------- | --------------------- | ---- | -------- | --------------------------------- |
| 秋田露子      | 3월 17일 | 오사카부 이케다시 |                                   | 백인일수    |                       | 여역 | 1925년   |                                   |
| 아키타 츠유코 | 3월 17일 | 오사카부 이케다시 |                                   | 백인일수    |                       | 여역 | 1925년   |                                   |
| 天野香久子    | 3월 7일  | 오사카부 오사카시 |                                   | 백인일수    |                       | 둘다 | 1927년   |                                   |
| 아마노 카쿠코 | 3월 7일  | 오사카부 오사카시 |                                   | 백인일수    |                       | 둘다 | 1927년   |                                   |
| 有馬稻子      |          |                   | 오사카부이케다사범학교 부속소학교 | 백인일수    | 완파쿠코조 아리마네코 | 남역 | 1926년   | 조카 2대 아리마 이네코 (양녀. 36) |
| 아리마 이네코 |          |                   | 오사카부이케다사범학교 부속소학교 | 백인일수    | 완파쿠코조 아리마네코 | 남역 | 1926년   | 조카 2대 아리마 이네코 (양녀. 36) |
| 沖野石子      | 6월 28일 | 후쿠이현          |                                   | 백인일수    |                       | 여역 | 1921년   |                                   |
| 오키노 이시코 | 6월 28일 | 후쿠이현          |                                   | 백인일수    |                       | 여역 | 1921년   |                                   |
| 三笠月子      | 3월 28일 | 오사카부          |                                   | 백인일수    |                       | 여역 | 1919년   |                                   |
| 미카사 츠키코 | 3월 28일 | 오사카부          |                                   | 백인일수    |                       | 여역 | 1919년   |                                   |